# Martincourt (Meurthe-et-Moselle)
Martincourt település Franciaországban, Meurthe-et-Moselle megyében. Lakosainak száma 91 fő (2022. január 1.). Martincourt Mamey, Domèvre-en-Haye, Gézoncourt, Jezainville, Lironville, Manonville és Montauville községekkel határos.

## Népesség
A település népességének változása:
| Lakosok száma | 92   | 87   | 85   | 75   | 95   | 95   | 96   | 94   | 92   | 91   |
|               | 1968 | 1982 | 1990 | 2006 | 2013 | 2015 | 2017 | 2019 | 2020 | 2022 |